# مژگان بیات
مژگان بیات (زاده ۲۹ تیر ۱۳۵۸ در تهران) بازیگر سینما و تلویزیون ایران است.

## زندگی‌نامه
وی فارغ‌التحصیل رشته کارگردانی سینما از دانشگاه سوره است؛ و فعالیت سینمایی خود را از سال ۱۳۸۶ با فیلم به خاطر خواهرم آغاز کرد.

## سینما
- جانان (۱۳۹۷)
- صدای منو می‌شنوید؟ (۱۳۹۵)
- بی خداحافظی (۱۳۹۰)[۱]
- چک (۱۳۹۰)[۲]
- پریناز (۱۳۸۹)[۳]
- قبرستان غیرانتفاعی (۱۳۸۹)[۴]
- خواب بد (۱۳۸۹)
- چار چنگولی (۱۳۸۷)[۵]
- نامزد آمریکایی من (۱۳۸۷)[۶]
- یک اشتباه کوچولو (۱۳۸۷)[۷]

## تلویزیون
- برادر (۱۳۹۵)